# Oligoclada sylvia
Die Oligoclada sylvia ist die kleinste der 24 Libellenarten der Gattung Oligoclada aus der Unterfamilie Brachydiplacinae. Die Art hat ihren Verbreitungsschwerpunkt entlang des Amazonas und seiner Ausläufer.

## Bau der Imago
Der Hinterleib (Abdomen) misst bei Oligoclada sylvia zwischen 13 und 13,6 Millimetern. Der Thorax ist metallisch schwarz und wird von vier bläulichen Bändern gekreuzt. Diese sind gräulich bestäubt.
Während das Labium und die untere Stirnhälfte der Tiere gelblich sind, ist die obere Stirnhälfte metallisch blau. Das Occiput tendiert dann ins sehr dunkle Rot, besitzt aber am hinteren Rand zwei gelbe Punkte. Des Weiteren färbt sich die untere Stirnhälfte in Richtung der Augen gräulich. 
Die Hinterflügel messen zwischen 16 und 16,2 Millimetern. Das Flügelmal (Pterostigma) erreicht 1,3 bis 1,5 Millimeter. Die Anzahl der Antenodaladern liegt beim Vorderflügel bei sieben, beim Hinterflügel bei fünf. Dabei ist die letzte Antenodalader im Vorderflügel vollständig, reicht also der Costalader bis zur Radiusader. Von Postnodaladern existieren fünf bis sechs beziehungsweise fünf.

## Forschungsgeschichte
Erstmals beschrieben wurde die Art im Jahr 1889 von William Forsell Kirby anhand eines Tieres aus dem brasilianischen Bundesstaat Ceará. Kirby stellte die Art allerdings noch in die Gattung Nannothemis. Den Irrtum erkannte erst Friedrich Ris im Jahre 1911.